# Woznyczi
Woznyczi (ukr. Возничі, hist. pol. Woźnicze) – wieś na Ukrainie, w obwodzie żytomierskim, w rejonie korosteńskim, w hromadzie Słoweczne. W 2001 liczyła 215 mieszkańców, spośród których 214 wskazało jako ojczysty język ukraiński, a 1 osoba białoruski.